# Alfred Romualdez
Alfred S. Romualdez (1962 of 1963) is een Filipijns politicus. 

## Biografie
Alfred Romualdez is een zoon van Alfredo Romualdez, een jongere broer van Imelda Marcos en Benjamin Romualdez en voormalig burgemeester van Tacloban. Hij werd in 1998 gekozen als afgevaardigde namens het 1e kiesdistrict van de provincie Leyte in het Filipijns Huis van Afgevaardigden en volgde daarbij zijn tante Imelda op. Drie jaar later slaagde hij er in niet om herkozen te worden, toen hij de verkiezingen van Ted Failon verloor. In 2007 werd hij in navolging van zijn vader gekozen tot burgemeester van Tacloban, het regionale centrum van Eastern Visayas. Bij de verkiezingen van 2010 werd hij herkozen. Drie jaar later versloeg hij bij de verkiezingen van 2013 Bem Noel, de kandidaat van de Liberal Party en won daarmee een laatste termijn van drie jaar. Romualdez kwam als burgemeester van Tacloban internationaal in het nieuws nadat de stad zwaar getroffen werd door de supertyfoon Haiyan.
Romualdez is getrouwd met actrice Cristina Gonzales en kreeg samen met haar twee dochters.